# キケ・マイーリュ
キケ・マイーリュ（カタルーニャ語: Kike Maíllo、1975年6月3日 - ）は、スペイン・バルセロナ出身の映画監督・脚本家・映画プロデューサー。日本語メディアではキケ・マイロやキケ・マイーヨと表記されることもある。『EVA〈エヴァ〉』でゴヤ賞新人監督賞を受賞した。

## 経歴
1994年からカタルーニャ映画・視聴覚高等学院で学んだ。卒業制作はプロの俳優のトリスタン・ウヨアを主役に据えた短編である。2000年からはカタルーニャ映画・視聴覚高等学院で脚本と映画製作を教えている。2012年には初の長編監督作品『EVA〈エヴァ〉』を製作し、ゴヤ賞で新人監督賞を受賞した。マリオ・カサスを主演に据えた2015年の『ザ・レイジ 果てしなき怒り』は、日本でも「シネ・エスパニョーラ2017」で上映された。2017年にはハビエル・アンブロッシとハビエル・カルボが共同監督を務めた『ホーリー・キャンプ!』のプロデューサーに名を連ねた。

## フィルモグラフィー
- 2011年 『EVA〈エヴァ〉』 EVA
- 2015年 『ザ・レイジ 果てしなき怒り』 Toro